# Wyndham Halswelle

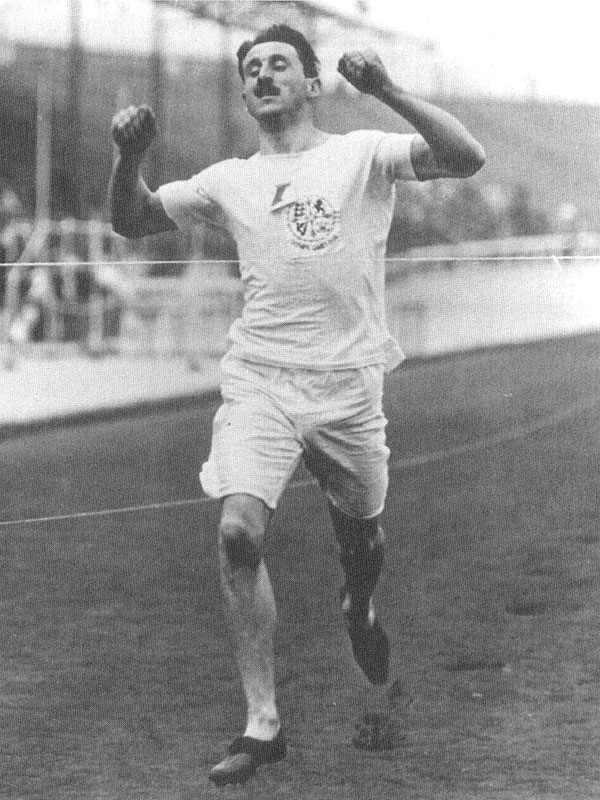
Wyndham Halswelle bei den Olympischen Spielen in London

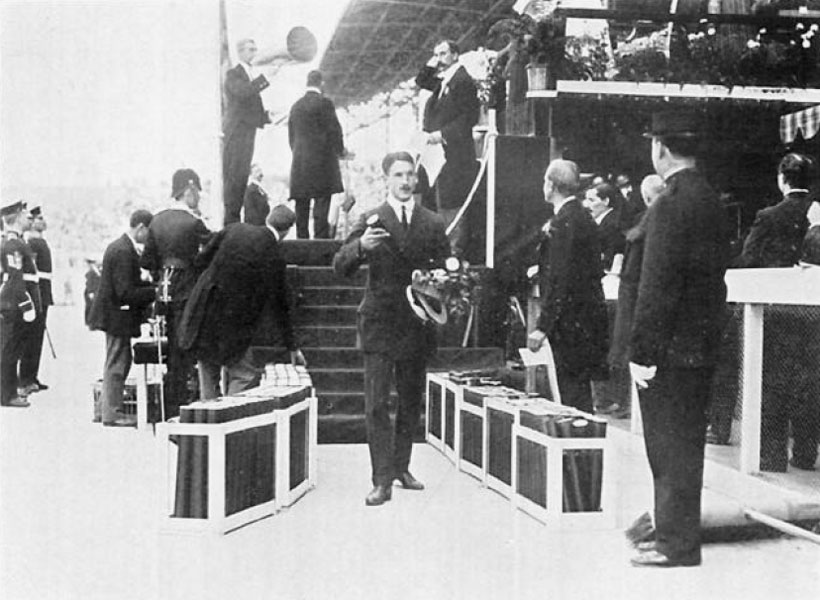
Wyndham Halswelle, der Olympiasieger im 400-Meter-Lauf, hat soeben seine Goldmedaille aus den Händen von Königin Alexandra erhalten

Wyndham Halswelle (* 30. Mai 1882 in London; † 31. März 1915 in Neuve-Chapelle, Frankreich) war ein britischer Leichtathlet und Olympiasieger.

## Leben
Halswelle wurde in London als Kind schottischer Eltern geboren und war schon zu Zeiten seines Besuchs der Charterhouse School ein bemerkenswerter Läufer, bevor er zum Militär, der Highland Light Infantry eingezogen wurde. Sein Regiment wurde nach Südafrika beordert, und er musste am Burenkrieg, dem Konflikt zwischen Großbritannien und den Burenrepubliken Oranje-Freistaat und Transvaal, teilnehmen, der 1902 mit der Eingliederung letzterer in das Britische Empire endete. 1904 kam Halswelle zurück nach London und begann ernsthaft für seine sportliche Laufbahn zu trainieren.
Halswelle wurde während des Ersten Weltkriegs in Frankreich von einem Scharfschützen in der Schlacht von Neuve-Chapelle getötet.
2003 wurde Wyndham Halswelle in die Scottish Sports Hall of Fame aufgenommen.

## Sportliche Karriere
1905 gewann Halswelle die schottischen und die Amateur-Athletic-Association-Meisterschaften über 440 Yards. Ein Jahr später, bei den Olympischen Zwischenspielen 1906 in Athen, gewann er die Silbermedaille im 400-Meter-Lauf, hinter dem US-Amerikaner Paul Pilgrim und vor dem Australier Nigel Barker, sowie die Bronzemedaille im 800-Meter-Lauf hinter den beiden US-Amerikanern Paul Pilgrim und James Lightbody. Zurückgekehrt nach Schottland, gewann er die 100, 220, 440 und 880 Yards – alle an einem einzigen Nachmittag bei den schottischen Meisterschaften. Seine Erfolge wurden 1907 abrupt durch eine Beinverletzung gestoppt. Im darauf folgenden Jahr, wieder aktiv im Sportgeschehen, stellte er mit einer Zeit von 31,2 s einen Weltrekord über 300 Yards auf.

### Olympiasieger 1908
Bei den Olympischen Spielen 1908 in London gewann er die Goldmedaille im 400-Meter-Lauf. Das Finale entwickelte sich zu einem in seiner Art einmaligen Kuriosum. Nachdem von den 36 gemeldeten Läufern die Sieger der 16 ausgetragenen Vorläufe übrig geblieben waren, erzielte Halswelle im Zwischenlauf hervorragende 48,4 s. Für das Finale hatten sich vier Teilnehmer, neben Halswelle die drei US-Amerikaner (John Carpenter, William Robbins und John Taylor) qualifiziert. Es fand ohne Bahneinteilung statt, dabei wurde Halswelle von Carpenter massiv behindert, fast von der Bahn gedrängt und kam kurz hinter diesem als Zweiter ins Ziel. Das Zielgericht annullierte daraufhin das Rennen und setzte für den übernächsten Tag eine Wiederholung an. Carpenter, der bei dem annullierten Rennen als erster die Ziellinie passiert hatte, wurde disqualifiziert und von der Wiederholung ausgeschlossen. Da seine beiden Landsleute aus Protest gegen diese Entscheidung dem Wiederholungslauf ebenfalls fernblieben, lief Halswelle in 50,0 s die 400 Meter locker allein (Walkover) und wurde so ungefährdet Olympiasieger. Silber- und Bronzemedaille wurden nicht vergeben.